# 松本梨奈
松本梨奈（1993年9月3日—），是日本女性偶像團體SKE48 Team KII的成員之一。愛知縣出身，隸屬於AKS事務所。

## 經歷
- 2009年3月 - SKE48第2期生選拔合格（參加總數3,248名、三次審査通過者24名）。
- 2009年4月 - 在『「神公演予定」～因諸多因素、也有可能無法成為神公演、望體諒』中、以Team KII的成員之身分首次登場。
- 2014年2月20日 - 在Team KII公演中發表將在4月的時候由SKE48卒業。
- 2014年4月29日 - 正式由SKE48卒業。

## 人物
- 為第1號SKE48二次元同好會的會員。
- 公演口號為「想要用蓬鬆模式來祝試著你♥ 時常都是微笑梨奈」。
- 與同組的古川愛李關係十分要好，並時常出現在雙方的部落格上。
- 雖然官方網頁上的綽號為「Ri~Na」，不過成員們比較常稱呼她為「MatsuRina」。
- 由於是個獨行俠，因此，時常都是自己獨自一人行動著[1]。
- 加入SKE48的機緣為「原本就很嚮往著偶像、而且也很喜歡AKB48的關係、於是聽到她們的妹妹團體在徵選團員就立刻去報名了」[2]。

## 参加组合曲
teamKII 1st Stage 「想见你」公演
- 玻璃的I LOVE YOU
- 從背後緊緊相擁
- 里約的革命
- 裙擺飄飄

teamKII 2nd Stage 「手牵手」公演
- 胸口的條碼
- 雨之鋼琴師

※古川愛李的代役

## 出演

### 綜藝
- SAKAE TA☆RO（2009年4月14日、中京テレビ）
- 週刊AKB（2009年10月9日・16日・2010年4月9日、テレビ東京）
- SKE48のアイドル×アイドル（2010年12月20日・27日、中京テレビ）

### 廣播
- SKE48 観覧車へようこそ!!（2010年1月18日・3月22日・29日・5月17日、CBCラジオ）
- SKE48♥1+1は2じゃないよ!（2010年11月20日、東海ラジオ）

### 演唱會
- 「神公演予定」～因诸多因素、也有可能无法成为神公演、望体谅（2009年4月25日、NHKホール）
- 剧场外演唱会「初次的课外教学」（2009年5月24日、ボトムライン）
- 结成1周年纪念公演「夺取天下吧!」（2009年7月30日、CLUB DIAMOND HALL）
- AKB104选拔成员组阁祭（2009年8月22日·23日、日本武道館）
- AKB48 満席祭り希望 賛否両論（2010年3月24日・25日、横滨体育馆）
- SKE48 傳說、開始了！ （2010年4月29日、Zepp Nagoya）
- AKB48 AKB48演唱會 沒有驚喜（2010年7月10日・11日、代々木第一体育館）
- SKE48 重溫時間 最佳曲目30 2010 哪個是神曲?（2010年7月31日、名古屋センチュリーホール）
- SKE48 コンサート「汗の量はハンパじゃない」（2010年10月、SHIBUYA-AX、Zepp Nagoya、神戸国際会館こくさいホール）
- Kinect for Xbox 360 Presents 1!2!3!4!ヨロシク!勝負は、これからだ! supported by LAWSON（2010年11月27日、愛知県芸術劇場大ホール）

## 外部連結
- SKE48官方個人資料頁 （页面存档备份，存于）
- 松本梨奈官方部落格「ふんわりーな」 （页面存档备份，存于）